# کرومین
کرومین (به آلمانی: Krummin) یک شهر در آلمان است که در فرپومرن-گرایفسوالد واقع شده‌است. کرومین ۲۳۸ نفر جمعیت دارد.